# Arthrocereus spinosissimus
Arthrocereus spinosissimus es una especie de planta suculenta perteneciente al género Arthrocereus, dentro de la familia Cactaceae. Es endémica del centro-oeste de Brasil. 

## Descripción
Arthrocereus spinosissimus es una especie de cactus pequeño, parecido a un arbusto, de crecimiento erguido y ramificación basal. Los tallos son de color verde brillante, cilíndricos y articulados, de hasta 1 m de largo y un diámetro de 5 a 6 cm.

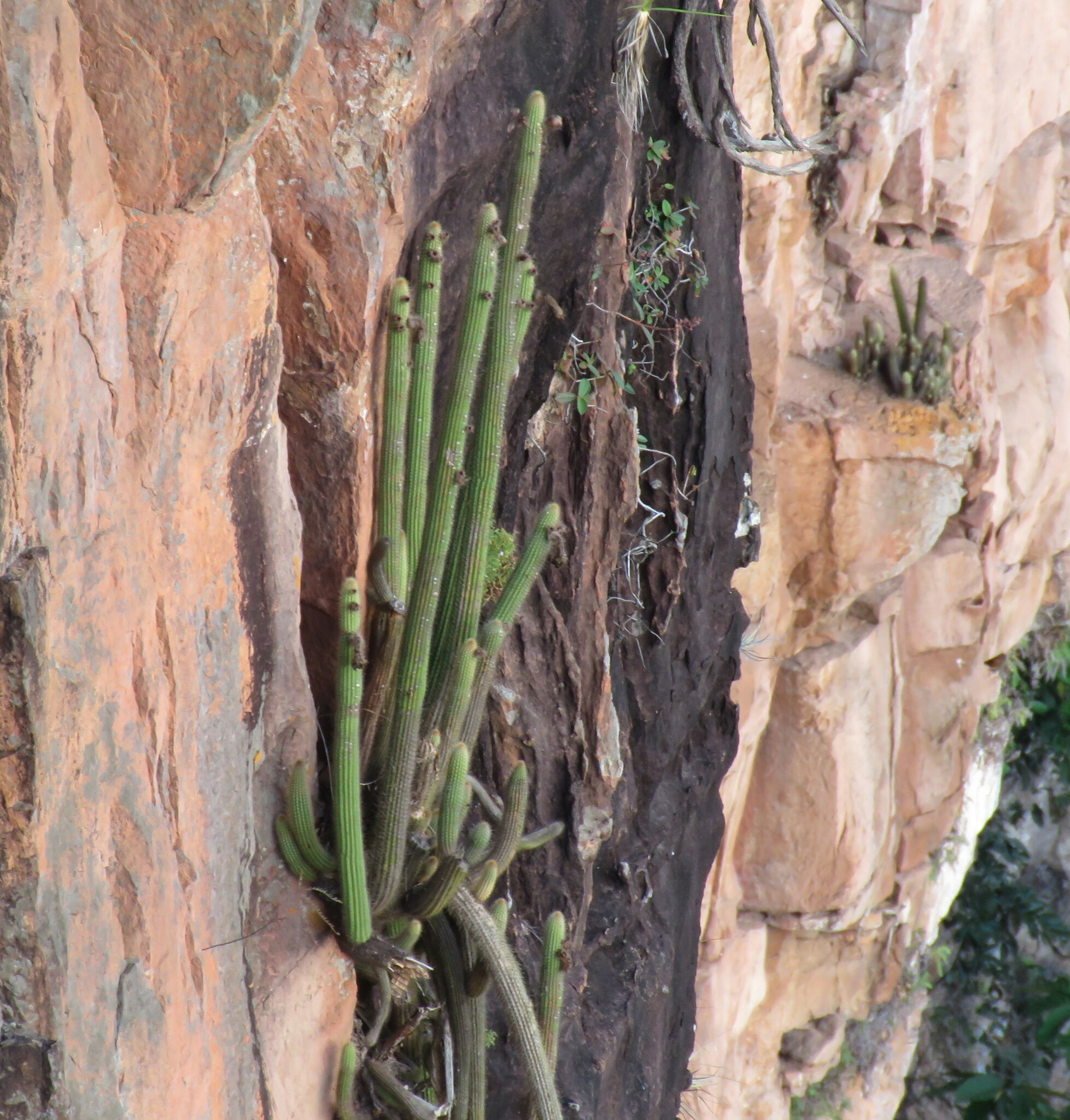
Porte de la planta

Presentan unas 16 (o más) costillas estrechas y bajas de 4 a 5 mm de alto, sobre las que se asientan pequeñas areolas muy próximas con muchas espinas finas. Son de color amarillento y se distinguen de 6 a 8 espinas centrales de 2 a 2,8 cm de largo, (y ocasionalmente hasta 4,5 centímetros de largo), y alrededor de 20 espinas marginales de 0,7 a 0,8 cm de largo. 
Las flores son de color blanco, alargadas, en forma de campana y de amplia apertura. Aparecen cerca de la parte superior del tallo y se abren por la noche. La copa floral y el tubo floral están cubiertos de lana, (espinas parecidas a pelos) y algunas escamas puntiagudas. Miden entre 6 y 7 cm de largo y los frutos miden entre 2,5 y 3 cm de largo.

## Distribución y hábitat

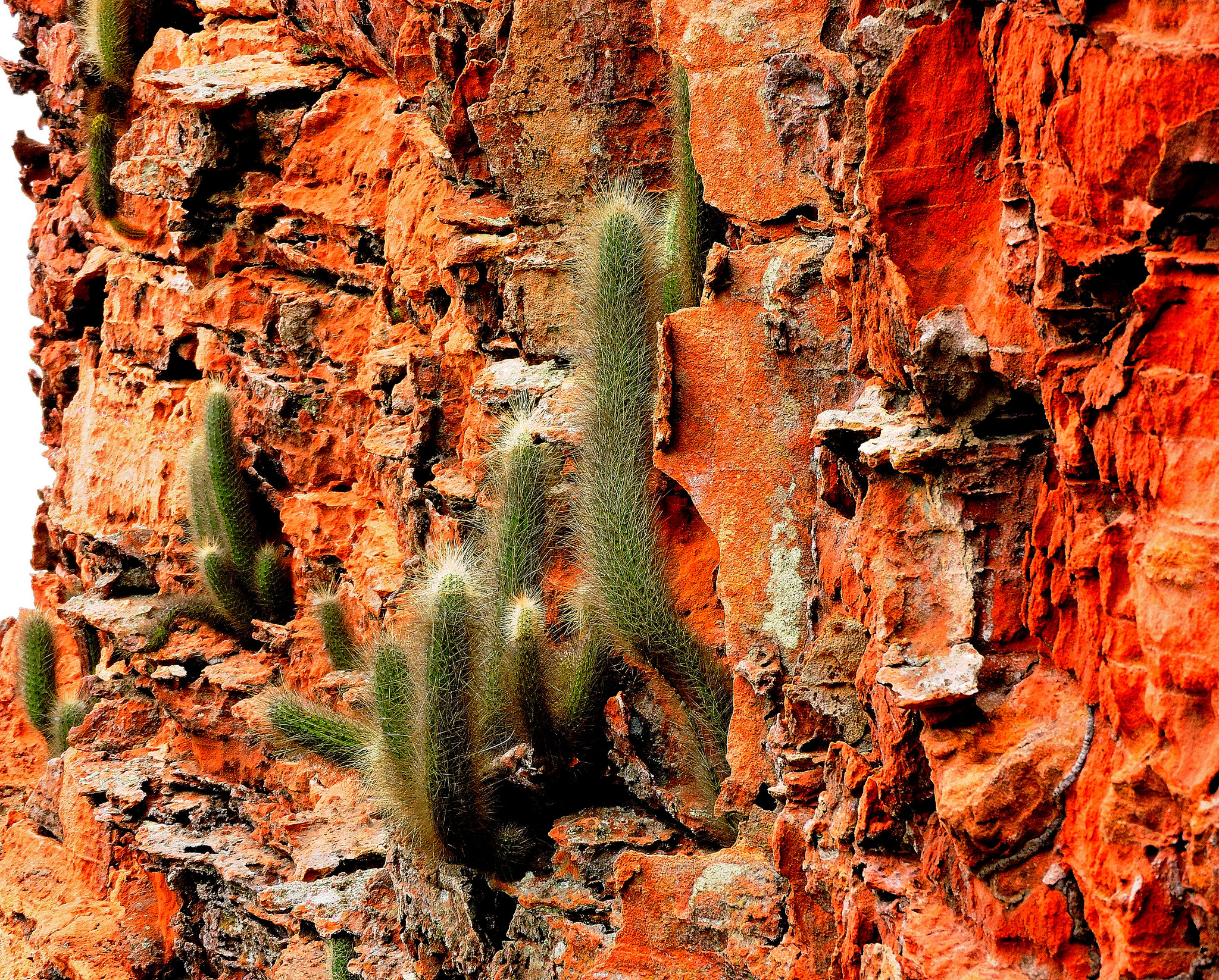
Planta en su hábitat

El área de distribución nativa de esta especie es Brasil (Mato Grosso) y crece principalmente en el bioma tropical estacionalmente seco, a altitudes de 800 a 900 metros.

## Taxonomía
La primera descripción de esta especie fue como Eriocereus spinosissimus, publicada en 1977 por los botánicos neerlandeses Albert Frederik Hendrik Buining y A.J. Brederoo en la revista científica Kakteen und andere Sukkulenten 28: 49.
Más tarde, el botánico alemán Friedrich Ritter trasladó la especie al género Arthrocereus, por lo que pasó a llamarse Arthrocereus spinosissimus. Rregistraron estos cambios en el libro Kakteen Südamerika 1: 244, publicado en 1979.

Etimología
- Arthrocereus: nombre genérico que deriva de las palabras griegas arthro (que significa 'articulación' o 'junta'), y cereus (que se traduce como 'vela' o 'cirio'). Así que, en conjunto, Arthrocereus puede traducirse como "vela articulada", haciendo referencia a la forma de tubo alargado en que crecen las especies de este género, con segmentos que se asemejan a articulaciones.
- spinosissimus: epíteto específico que deriva del superlativo del adjetivo latino spinosus, que significa 'espinoso', haciendo referencia a que esta planta tiene el tallo muy espinoso.[5]

## Estado de conservación
En la Lista Roja de Especies Amenazadas de la UICN, la especie está clasificada como de “Preocupación Menor (LC)”.

## Usos
Se cultiva principalmente como planta ornamental por sus flores vistosas y su propagación se realiza normalmente a través de semillas o esquejes, aunque es bastante poco común en las colecciones.